# Johann Christian Billroth
Johann Christian Billroth (* 17. Juli 1769 in Wolgast; † 20. September 1846 in Greifswald) war Jurist und Bürgermeister von Greifswald.

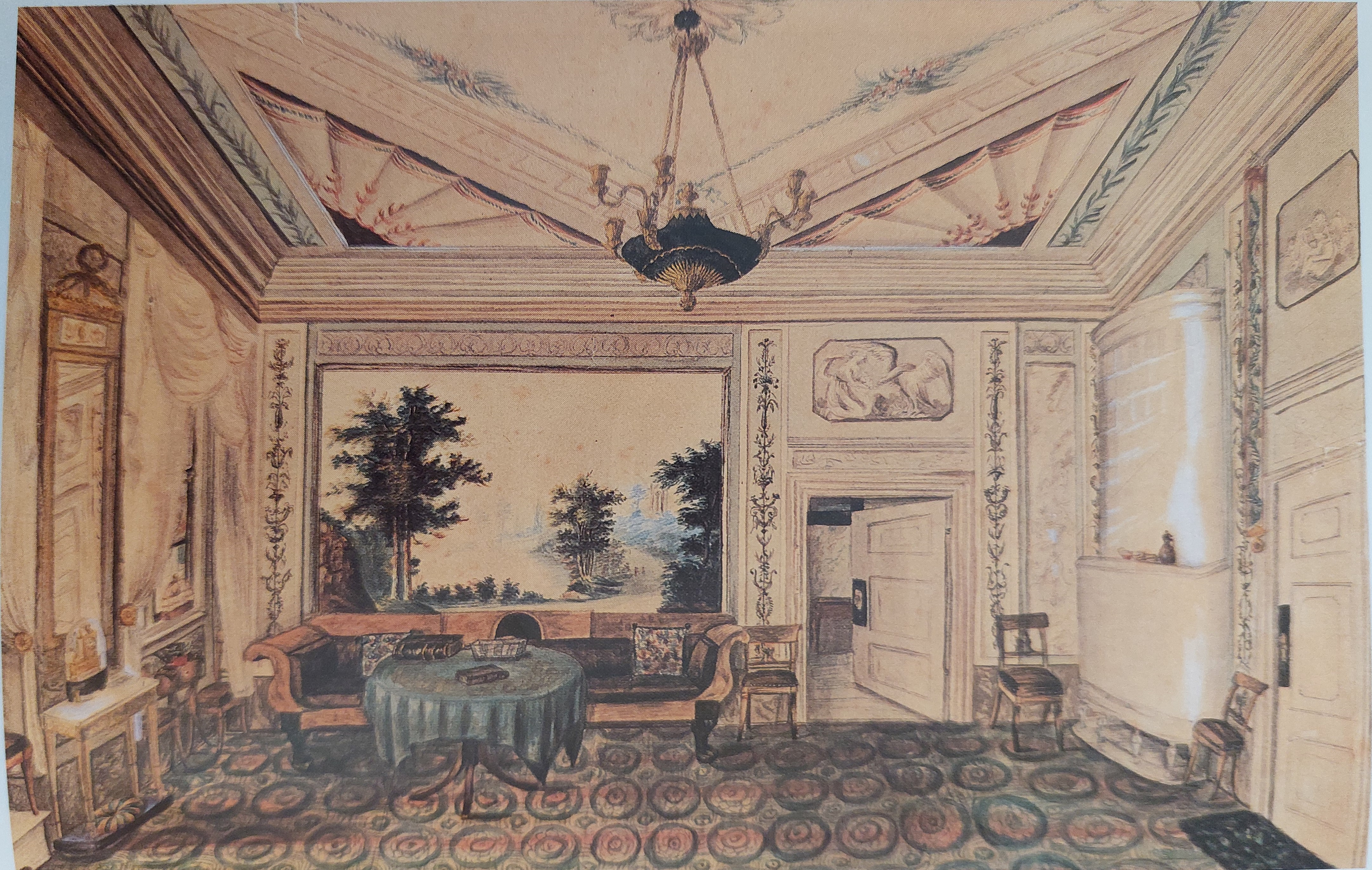
Der Enkel Theodor Billroth malte das Staatszimmer des Johann Christian Billroth.

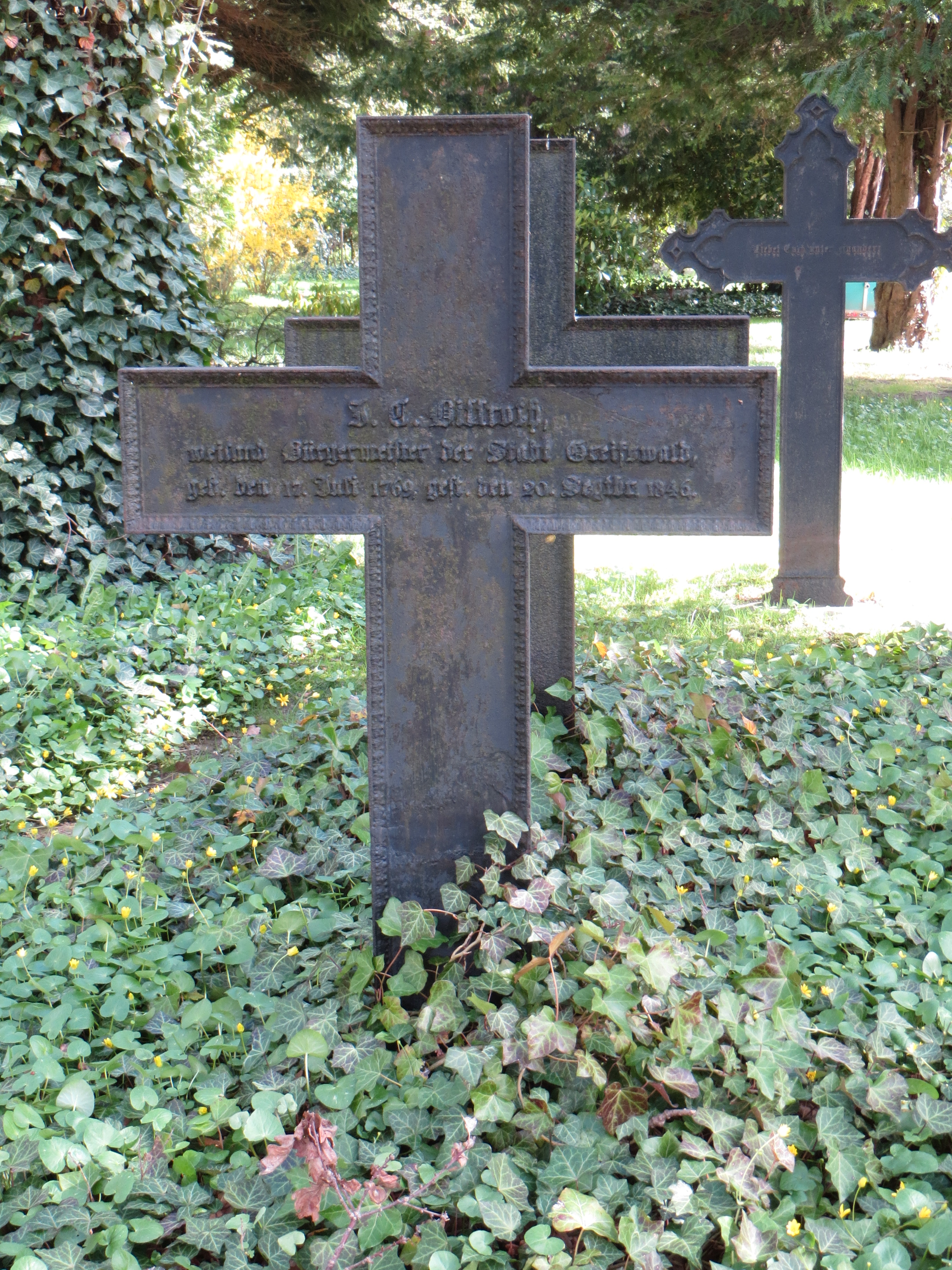
Alter Friedhof Greifswald

## Leben
Johann Christian Billroth war der Sohn des Wolgaster Bürgermeisters und Weinhändlers Johann Christian Billroth, geboren 1744. Seine Schulzeit absolvierte Billroth in Wolgast und danach am Stralsunder Gymnasium. Dort war er ein Schulfreund von Ernst Moritz Arndt. Von 1787 bis 1792 studierte er Jura in Greifswald, Jena und Göttingen. Nach Abschluss des Studiums arbeitete er als Advokat und Notar, 1795 wurde er Ratsherr, 1802 zweiter und 1808 erster Syndikus. Von 1821 bis 1846 war er Bürgermeister der Stadt Greifswald als Nachfolger von Johann Herrmann Odebrecht. 1817 erhielt er die Ehrendoktorwürde der Juristischen Fakultät der Universität Greifswald, wurde zum Geheimen Regierungsrat ernannt und erhielt 1845 den Roten Adlerorden 3. Klasse mit Schleife. Billroth starb an einer Magen-Darm-Infektion.
Sein Enkel war der berühmte Chirurg Theodor Billroth.